# Jumping All Over the World (nagylemez)
A Jumping All Over the World a Scooter tizenharmadik nagylemeze, mely 2007. november 30-án jelent meg. Ezen az albumon az akkoriban divatossá váló jumpstyle stílussal kísérleteztek, az egész lemezt ennek szentelték. Összesen négy kislemezt jelentettek meg róla ("The Question Is What Is The Question", "And No Matches", "Jumping All Over The World", "I'm Lonely"). Az album hatalmas sikert aratott, az Európai Unióban, és az Egyesült Királyságban is platinalemez státuszt ért el, utóbbit úgy, hogy megjelenésének hetében rögtön a lemezeladási lista élén nyitott. Németországban elérte az aranylemez státuszt. Erre a sikerre tekintettel adták ki a lemez bővített, "Whatever You Want" változatát 2008-ban, amihez kapcsolódóan kiadtak még egy kislemezt a Status Quóval közösen ("Jump That Rock (Whatever You Want)"), valamint hosszú turnéra indultak, tovább népszerűsítendő azt.
2013 októberében az album megjelent a "20 Years of Hardcore" sorozaton belül háromlemezes, speciális kiadásban.

## Áttekintés
Ez volt a Scooter második albuma 2007-ben. Az év januárjában jelent meg ugyanis a "The Ultimate Aural Orgasm", mely vegyes fogadtatásra lelt, és még csak turnét sem szerveztek hozzá. Így egy új lemez munkálatai kezdődtek meg már a tavasz folyamán, egységes koncepció alapján. A választás az akkoriban Hollandiában, Belgiumban és Németországban egyre népszerűbbé váló jumpstyle stílusra esett, amely hangzásában és ütemeiben is hasonlóságot mutatott a Scooter korábbi stílusaival. A magas frekvenciájú énekhang (HPV) a 2000-es évek elejétől kezdve a sajátjuk volt, a jumpstyle pedig ugyanolyan kemény ütemeket használt, mint korábban ők, habár egy kicsit lassabb tempóban.
2007 júliusában került sor az első új dalok bemutatására. A kislemezre is került "The Question Is What Is the Question" és a "Fish Is Jumping" a dán rajongók előtt debütáltak – utóbbi a How Much Is the Fish? jumpstyle-feldolgozása. A kiadást augusztusra tervezték, ám egy baki miatt a francia Virginmega cég már július végén letölthetővé tette mp3-formátumban. Az esetnek az lett a vége, hogy a Kontor Records szerződést bontott a kiadóval, és a CD-n megjelenő változatot vízjellel látta el. A kislemez nagy siker lett: ez lett a huszadik Scooter-kislemez, amely bekerült a német TOP 10-be, amire addig egyetlen német előadó sem volt képes. Ausztriában pedig Michael Jacksont is megelőzték (utóbbi 31 toplistás kislemezével szemben a Scooter 33-at tudott felmutatni).
Az albummal kapcsolatos első bejelentések szeptemberben történtek. Ekkor arról volt szó, hogy a címe "United States of United Vibes" lesz, és egy új kislemezzel együtt novemberben jelenik meg (amelyről akkoriban az a hír járta, hogy az Underworld "Born Slippy"-jének az átdolgozása lesz) Októberben bejelentették, hogy az új kislemez az And No Matches, az album pedig a "Jumping All Over The World" címre fog hallgatni. Mindkettő november végén, egymáshoz képest egy hét eltéréssel jelent meg.
Már az első két videoklipben megjelentek táncosok, akik a jumpstyle stílus sajátos táncában ugráltak a dalokra. Ketten közülük, Pim és Szergej a koncerteken is felbukkantak, a táncoslányokat részlegesen leváltva, és elnevezték őket Sheffield Jumpersnek. 2008 januárjában megjelent az album címadó dala is, némiképp módosított változatban, majd hosszú turnéra indultak. Már a turné alatt jelent meg az "I'm Lonely" kislemez, az albumverzióhoz képest jelentősen módosított változatban. 2008 májusában jelent meg Nagy-Britanniában is az album, rajta egy bónuszdallal, a "Jump That Rock"-kal, amit a turnén is játszottak. A lemez megjelenése éppen egybeesett a brit Clubland TV beindításával, és keresztpromóció keretében a Scooter brit helyszíneken lépett fel a csatornának köszönhetően, a csatorna pedig rendre játszotta a dalaikat. Ennek következtében a nagylemez rögtön az első helyen nyitott a brit lemezlistán, megelőzve Madonna "Hard Candy" és Duffy "Rockferry" című lemezét. Kiadták még a "The Question Is What is The Question"-t is, amelyhez helyi előadók készítettek remixeket. A turné csúcspontján, 2008. augusztus 1-jén a berlini Spandauban léptek fel, amelyet a német VIVA élőben közvetített.
2008 októberében kiadták az album speciális, "Whatever You Want" kiadását, melyre felkerült az előző hónapban kislemezváltozatban is kiadott "Jump That Rock (Whatever You Want)" is, két számot pedig új változatban adtak ki. A lemez bónusztartalmai  közé bekerült a spandaui koncert DVD-kiadása, és a már hosszú ideje tervezgetett "Hands On Scooter" projekt első fele (amelyben különféle előadók dolgozzák fel a Scooter egyes számait).

## A dalokról
A lemezt a "The Definition" névre hallgató intro nyitja meg, mely tulajdonképpen nem más, mint Boccherini Menüettjére felolvastatva egy számítógépes program által a "jump" definíciója az angol Wikipédiából. Ezt követi a "Jumping All Over The World", az album címadó dala és a "The Question Is What Is the Question". Mindkettő nagyon hasonló, négy perces szerzemény. Ezután következik az "Enola Gay", ami már más jellegű dal, lévén gyakorlatilag nincs benne szöveg, de a jumpstyle stílus változatlan marad.
Az ezután következő "Neverending Story" és "And No Matches" is tökéletesen beleillenek az album összképébe (előbbi a "Dream Dance" válogatáslemezen is szerepelt, az utóbbi pedig kislemez lett). Négy perc körüliek, sok szöveggel, és magasra torzított HPV hangokkal. A "Cambodia" már egy teljesen más jellegű szám: instrumentális, öt perces, szöveg nélkül. A következő dal az "I’m Lonely", amely kétféle változatban jelent meg. Az eredeti lemezen egy alapvetően jumpstyle-dal hallható, HPV-betéttel, melyet érdekes módon férfihanggal rögzítettek (Rick J. Jordan énekel benne). Később, a kislemezen és a Whatever You Want-verzión már egy teljesen átalakított dal jelent meg, mely inkább trance stílusú, és a HPV is női hanggal lett rögzítve.
A lemez vége felé érdekes dalok hallhatóak. A "Whistling Dave" a Tetris-játék dallamának fütyülős-jumpstyle-os feldolgozása. A "Marian" pedig megtöri az egységes stílusú albumot, mert egy alapvetően lassú, house-alapokra épülő feldolgozást hallhatunk, H.P. mélyebb fekvésű hangjával, egy dallamosabb számban, melynek végén német nyelvű szövegbetét is van. A "Lighten Up The Sky" is kétféleképpen jelent meg. Az eredeti változat egy hosszú, instrumentális jumpstyle szám volt, míg a Whatever You Want-verzió le lett rövidítve, szöveget is kapott, valamint a stílusa is át lett alakítva trance-re. A "The Hardcore Massive", utolsó dalként szintén egy instrumentális szerzemény, mely tempóban egy picit gyorsabb, mint a többi. A lemezt egy nagyon rövid szöveg zárja le, a "The Greatest Difficulty", hasonló stílusban, mint az intro, keretbe foglalva az albumot.
A később megjelenő változatokon felbukkant még a "Jump That Rock!" is, amely "Whatever You Want" címmel eleinte instrumentális Status Quo-feldolgozás volt, és csak koncerteken játszották. Később azonban, az újonnan átdolgozott számok stílusában elkészítették a kislemezváltozatot is, mely alapvetően jumpstyle alapokon álló hard trance szerzemény lett.

## Számok listája

### CD1 – Jumping All Over The World
| #  | Cím                                  | Szerző                                                                                   | Hossz |
| -- | ------------------------------------ | ---------------------------------------------------------------------------------------- | ----- |
| 1  | The Definition                       | H.P. Baxxter, Rick J. Jordan, Michael Simon, Jens Thele                                  | 01:25 |
| 2  | Jumping All Over The World           | Georg Kajanus, H.P. Baxxter, Rick J. Jordan, Michael Simon, Jens Thele                   | 03:48 |
| 3  | The Question Is What Is the Question | Harry van Hoof, Hans van Hemert, H.P. Baxxter, Rick J. Jordan, Michael Simon, Jens Thele | 03:46 |
| 4  | Enola Gay                            | McCluskey                                                                                | 03:59 |
| 5  | Neverending Story                    | Giorgio Moroder, Keith Forsey                                                            | 03:52 |
| 6  | And No Matches                       | Emilia, Yogi, H.P. Baxxter, Rick J. Jordan, Michael Simon, Jens Thele                    | 03:31 |
| 7  | Cambodia                             | Ricky Wilde, Marty Wilde                                                                 | 05:23 |
| 8  | I’m Lonely                           | Jef Martens, H.P. Baxxter, Rick J. Jordan, Michael Simon, Jens Thele                     | 04:01 |
| 9  | Whistling Dave                       | H.P. Baxxter, Rick J. Jordan, Michael Simon, Jens Thele                                  | 03:39 |
| 10 | Marian (Version)                     | Andrew Eldritch, Wayne Hussey                                                            | 04:55 |
| 11 | Lighten Up The Sky                   | H.P. Baxxter, Rick J. Jordan, Michael Simon, Jens Thele                                  | 06:19 |
| 12 | The Hardcore Massive                 | H.P. Baxxter, Rick J. Jordan, Michael Simon, Jens Thele                                  | 04:25 |
| 13 | The Greatest Difficulty              | H.P. Baxxter, Rick J. Jordan, Michael Simon, Jens Thele                                  | 00:20 |

### CD2 – The Scooter Top Ten Anthology
A második lemez kizárólag a limitált változathoz volt kapható. Ez a verzió dupla CD-tokkal, karton védőborítással érkezett, de díszdoboz nem készült hozzá Különlegessége, hogy mivel a The Question Is What Is the Question a Scooter huszadik olyan száma, amely bekerült a német TOP 10-be (amire a lista 1956-os fennállása óta nem volt példa), ezért a toplistás számok kerültek egy lemezre.
1. The Question Is What Is the Question? (Headhunters Remix)
2. One (Always Hardcore)
3. Shake That!
4. Jigga Jigga!
5. Maria (I Like It Loud)
6. The Night
7. Weekend!
8. Nessaja
9. Ramp! (The Logical Song)
10. Posse (I Need You On The Floor)
11. Faster Harder Scooter
12. How Much Is the Fish?
13. Fire
14. I’m Raving
15. Rebel Yell
16. Back In The UK
17. Endless Summer
18. Friends
19. Move Your Ass!
20. Hyper Hyper

### A brit változat
Nagy-Britanniába az eredetimegjelenéshez képest fél évvel később, 2008. május 5-én érkezett meg az album. Ez hosszú idő után volt az első Scooter-kiadvány a szigetországban, ugyanis 2002 óta nem jelent meg itt tőlük lemez. Hatalmas sikere volt, már a megjelenés hetében az első helyen nyitott a brit slágerlistán, és elérte a platinalemez státuszt is. Módosított borítóval hozták ki az albumot, kétlemezes változatban. Az első lemezen mindegyik szám kislemezes változata hallható, valamint egy bónusz dal, a turnék során rendkívül népszerűvé vált Jump That Rock! (mely nem egyezik meg a később kislemezre került változattal). A második lemez itt a "Greatest Hits" nevet viseli, a legelső szám rajta ugyanis nem a The Question Is What Is the Question Headhunters mixe, hanem az Apache Rocks The Bottom.
1. The Definition
2. Jumping All Over The World (Radio Edit)
3. The Question Is What Is the Question
4. Enola Gay
5. Neverending Story
6. And No Matches
7. Cambodia
8. I’m Lonely (Radio Edit)
9. Whistling Dave
10. Marian (Version)
11. Lighten Up The Sky
12. The Hardcore Massive
13. Jump That Rock!
14. The Greatest Difficulty

### Távol-keleti verzió
Szingapúrban a brit kiadással megegyező időben jelent meg az ázsiai terjesztésre szánt változat. Borítója és az első CD az eredetivel megegyező. A második lemezen azonban a következő számok kaptak helyet:
1. The Question Is What Is the Question (A Little Higher Club Mix)
2. The Question Is What Is the Question (Extended Mix)
3. The Fish Is Jumping
4. Jumping All Over The World (Jacques Renault Club Mix)
5. Jumping All Over The World (Extended Mix)
6. Tribal Tango
7. B.O.B.

### A Whatever You Want-verzió
2008. szeptember 26-án megjelent a Status Quó-val közösen felvett Jump That Rock (Whatever You Want). Október 4-én kiadták az album módosított változatát Jumping All Over The World – Whatever You Want címen. A borítója az angol változatéra nagyon hasonlít, a rajta található számokat pedig részben átdolgozták. Háromféle változatban készült el:
- Standard: Jumping All Over The World album + Hands On Scooter számok + Scooter Top 10 Anthology két új számmal
- Premium: Jumping All Over The World album + Hands On Scooter számok + Scooter Top 10 Anthology két új számmal + koncert-DVD
- Limited: Jumping All Over The World album + Hands On Scooter számok + Scooter Top 10 Anthology két új számmal + koncert-DVD + klipgyűjtemény + póló + autogramkártya (amazon.de megrendelőknek az első 1000 darab aláírva)

Hazánkba a Record Express a Premium változatot juttatta el.
A számok listája:
CD1

Az első 13 szám ugyanaz, mint az eredeti változatnál (két kivétellel: az I’m Lonely kislemezváltozata került fel az albumra, valamint a Lighten Up The Sky egy gyakorlatilag teljesen új, szöveges változata található meg itt), az utolsók viszont a Hands On Scooter részei:
1. Bloodhound Gang – Weekend!
2. K.I.Z. – Was Kostet Der Fisch?
3. Sido – Beweg Dein Arsch
4. Modeselektor feat. Otto von Schirach – Hyper Hyper
5. Jan Delay & Moonbootica – I’m Raving
6. Andreas Dorau – Aiii Shot the DJ
7. Klostertaler – Friends

CD2

Erről a változatról lekerült az első szám, a The Question Is What Is the Question (Headhunters Mix), helyette két új szám került be:
1. Scooter vs. Status Quo – Jump That Rock (Whatever You Want)
2. Sheffield Jumpers – Jump With Me

### 20 Years of Hardcore verzió (2013)
Az album háromlemezes kiadványként lett a sorozat tagja, és annak ellenére, hogy meglehetősen sok dal került rá, terjedelmi korlátok miatt még így is volt, ami lemaradt. Az első CD megegyezik a legelső kiadáséval, kivéve, hogy az "I’m Lonely" a Radio Edit-ben hallható. Ugyanennek a számnak az Alex K remixe feltehetőleg a terjedelmi korlátok miatt kissé lerövidítve került fel.
CD2
1. The Question Is What Is the Question (A Little Higher Club Mix)
2. The Question Is What Is the Question (Alex K Remix)
3. The Question Is What Is the Question (Flip 'n Fill Remix)
4. The Fish Is Jumping
5. The Question Is What Is the Question (Micky Modelle Remix)
6. The Question Is What Is the Question (Headhunters Mix)
7. Up In Smoke
8. Jumping All Over The World (The Jacques Renault Club Mix)
9. Tribal Tango
10. Jumping All Over The World (Alex K Remix)
11. Jumping All Over The World (Fugitive 80s Style Remix)

CD3
1. And No Matches (Fresh Off The Plane Club Mix)
2. B.O.B.
3. I’m Lonely (Dressed For Success Club Mix)
4. Way Up North
5. I’m Lonely (Styles & Breeze Remix)
6. I’m Lonely (Flip ’n Fill Remix)
7. I’m Lonely (Alex K Remix)
8. Jump That Rock (Whatever You Want) (The Telecaster Club Mix)
9. The Hi Hat Song
10. Jump That Rock (Whatever You Want) (Jorg Schmid Remix)

## Közreműködtek
- H.P. Baxxter a.k.a. "Whitsting Dave" (szöveg, ének)
- Rick J. Jordan (szintetizátorok, keverés, HPV ének)
- Michael Simon (szintetizátorok, utómunka)
- Nikk (ének a "Neverending Story"-ban)
- Jens Thele (menedzser)
- Sven Sindt (fényképek)
- Marc Schilkowski (borítóterv)
- Martin Weiland (újabb változatok borítóterve)
- Rob, Mitchell, Jan Voermans, Sebastian Therre, Karim Lakdawala (külön köszönet)

## Videóklipek
A "The Question Is What Is the Question" klipjében jelent meg az érának több jellegzetessége is. A klipben ugyanis oroszlánrész jutott H.P. Baxxternek, akit szövegelés közben mutat nagyon közelről a kamera; a refréneknél pedig a Scooter jumpstyle táncosai, a Sheffield Jumpers táncolnak Amszterdam különböző helyein. Mivel a videóban Rick J. Jordan elég keveset látható, Michael Simonnak pedig összesen fél másodperc jutott, ezért nem sokkal később új verziót készítettek, melyben minimális mértékben, de több bevágott jelenet látható a másik két zenekari taggal.
Az "And No Matches" klipje nagyon hasonlít az előzőre, csak annak színvilágát fehérről lecserélték feketére. Az alapok ugyanazok maradtak: H.P. közelről, a Sheffield Jumpers tánca a refréneknél, a zenekari tagokkal kevés jelenet, viszont ezúttal jobban kidolgozva. A német változatban a VIVA egyik műsorvezetője is szerepel, pár jelenet erejéig, a poén kedvéért. A felvételek Rotterdamban történtek.
A "Jumping All Over The World" klipje szintén sablonos lett, ám néhány érdekességet lehet észrevenni. A Sheffield Jumpers a világ több pontján láthatóak táncolás közben (Afrika, London, Tádzs Mahal, Berlin stb.). Másrészt az H.P.-s betéteket koncertfelvételek követik, Rick és Michael nem látható a videóban új felvételen (csak a német változat legvégén látható velük egy néhány másodperces bevágás, ahogy jumpstyle-t próbálnak táncolni Sydney-ben). Ezt ellensúlyozandó, az Excess All Areas felvételeiből vágtak be jeleneteket. Mivel ez egy évekkel korábbi felvétel, ezért jól látható, hogy Michael Simon helyett az egykori tag Jay Frog áll a szintetizátor mögött. Hogy Simon mégis benne legyen a klipben, egy pár másodpercet bevágtak az "And No Matches"-ből is, amin ő szerepel.
Az előző három kliphez képest lényegi változást jelent az "I’m Lonely", melyben az év eleji brit turnéjukon készített koncertfelvételek láthatóak, kiegészítve egy történeti szállal, melyben egy szerelmespár kálváriáját és koncerten történő összejövetelét láthatjuk.
Az ötödik videó a "Jump That Rock (Whatever You Want)"-hoz készült, melyben a Status Quo együttes tagjai is szerepelnek. A jelenetek egyik felében a házban zenélő Scooter és a háztetőn, de közvetlenül mellettűk zenélő Status Quo látható, majd a klip végén a köztük lévő házfalat egy brit festésű óriási kalapács töri át. A többi jelenetben a ház többi szobáját mutatják, mókás jelenetekkel (többek között egy nővel, akit pikáns fotózásra próbálnak rászedni, a Sheffield Jumperek fejjel lefelé táncolásával, és a táncoslányok párnacsatázásával). A klipet bizonyos csatornák csak cenzúrázva adhatták le, mert egy rövid pillanatig látható, ahogy az egyik lakásban a lehúzott roló mögött egy nő elfenekel egy férfit.

## Feldolgozások
A következő számok vagy teljes egészében az adott szám feldolgozásai, vagy bizonyos elemeket tartalmaznak az eredetiből kivágva.
- A The Definition az angol Wikipédia Jumping című szócikkéből készült. Alatta Boccherini Menüettje szól.
- Jumping All Over The World: Sailors – A Glass Of Champagne, Headhunterz – Rock Civilization
- The Question Is What Is the Question: Mouth & MacNeal – How Do You Do
- Enola Gay: Orchestral Manoeuvres in the Dark – Enola Gay
- Neverending Story: Limahl – The Neverending Story
- And No Matches: Emilia – Big Big World
- Cambodia: Kim Wilde – Cambodia
- I’m Lonely: Felix Project – I Am Lonely; Refresh – A Step Too Far (csak az eredeti albumverzióban), Vincent De Moor – Fly Away (kislemezverzió)
- Whistling Dave: Korobejnyiki (Tetris főcímzene)
- Marian: The Sisters Of Mercy – Marian
- Lighten Up The Sky: Dave202 Meets Sean Tyas – Torrent
- Lighten Up The Sky (New Version): Rick Tonic – Everybody, Dave 202 Meets Sean Tyas – Torrent
- The Hardcore Massive: Showtek – FTS
- Jump That Rock!: Citizen – 1980, Status Quo – Whatever You Want

## Helyezések

### Nagylemez
| Ország             | Helyezés | Eredmény     |
| ------------------ | -------- | ------------ |
| Németország        | 9        | Aranylemez   |
| Egyesült Királyság | 1        | Platinalemez |
| Európai Unió       | 5        | Platinalemez |
| Írország           | 3        |              |
| Ausztria           | 81       |              |
| Csehország         | 92       |              |
| Svájc              | 56       |              |

### Kislemezek
| Év   | Kislemez                             | Németország | Ausztria | Finnország | Magyarország | Írország | Hollandia | Egyesült Királyság | Svájc | Svédország |
| ---- | ------------------------------------ | ----------- | -------- | ---------- | ------------ | -------- | --------- | ------------------ | ----- | ---------- |
| 2007 | The Question Is What Is The Question | 5           | 2        | 4          | 4            | 18       | 24        | 49                 | 83    | -          |
| 2007 | And No Matches                       | 9           | 20       | -          | -            | -        | 62        | -                  | -     | -          |
| 2008 | Jumping All Over The World           | 15          | 23       | -          | -            | 10       | -         | 28                 | -     | -          |
| 2008 | I'm Lonely                           | 8           | 20       | -          | -            | -        | -         | -                  | -     | -          |
| 2008 | Jump That Rock (Whatever You Want)   | 11          | 19       | -          | 6            | -        | 91        | 57                 | 79    | 81         |